# Klucz sławkowski

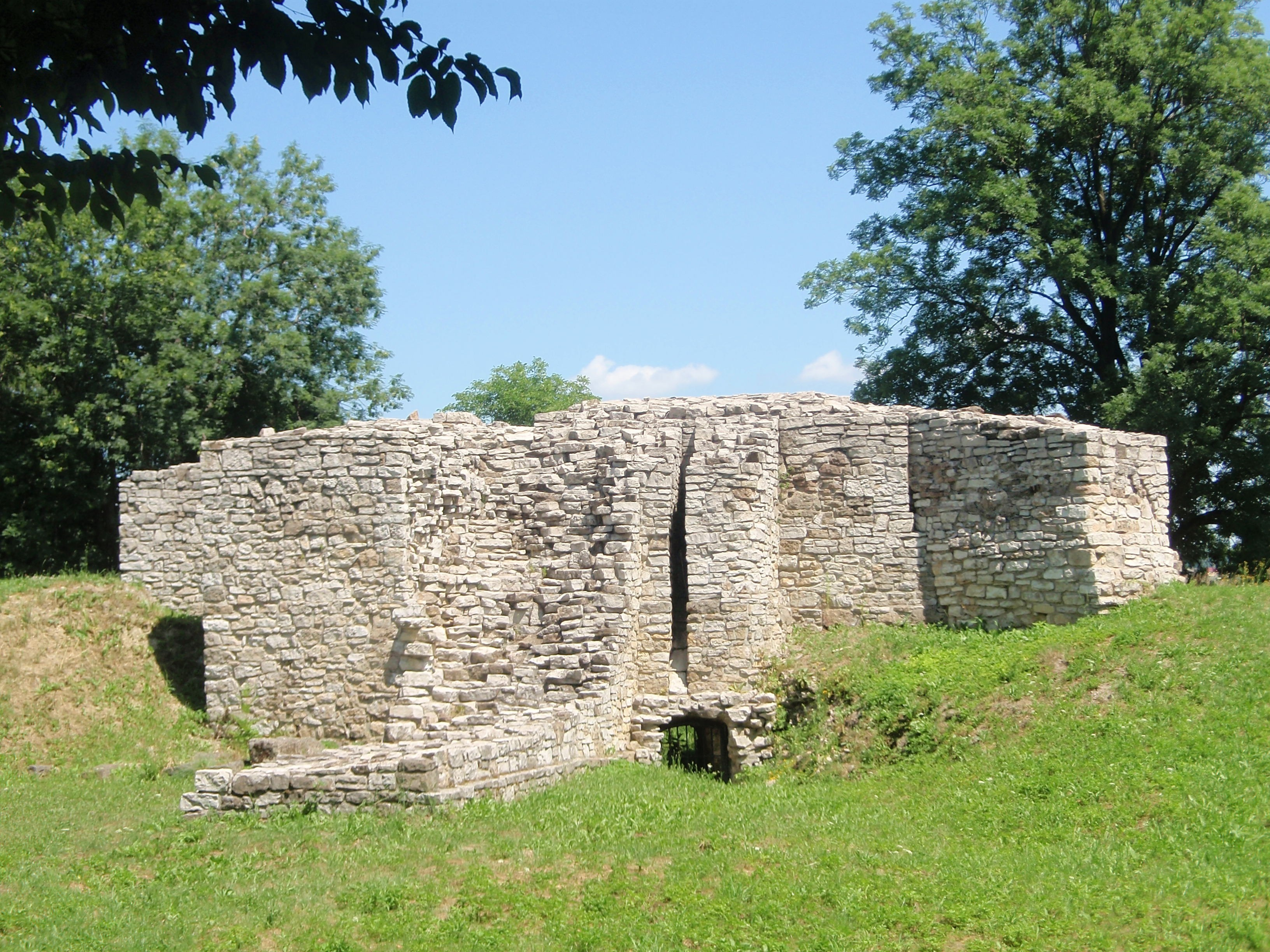
Ruiny wieży mieszkalno-obronnej zamku biskupów krakowskich w Sławkowie (XIII wiek). Prawdopodobnie jeszcze w XVI w. znajdowała się tutaj administracja klucza sławkowskiego.

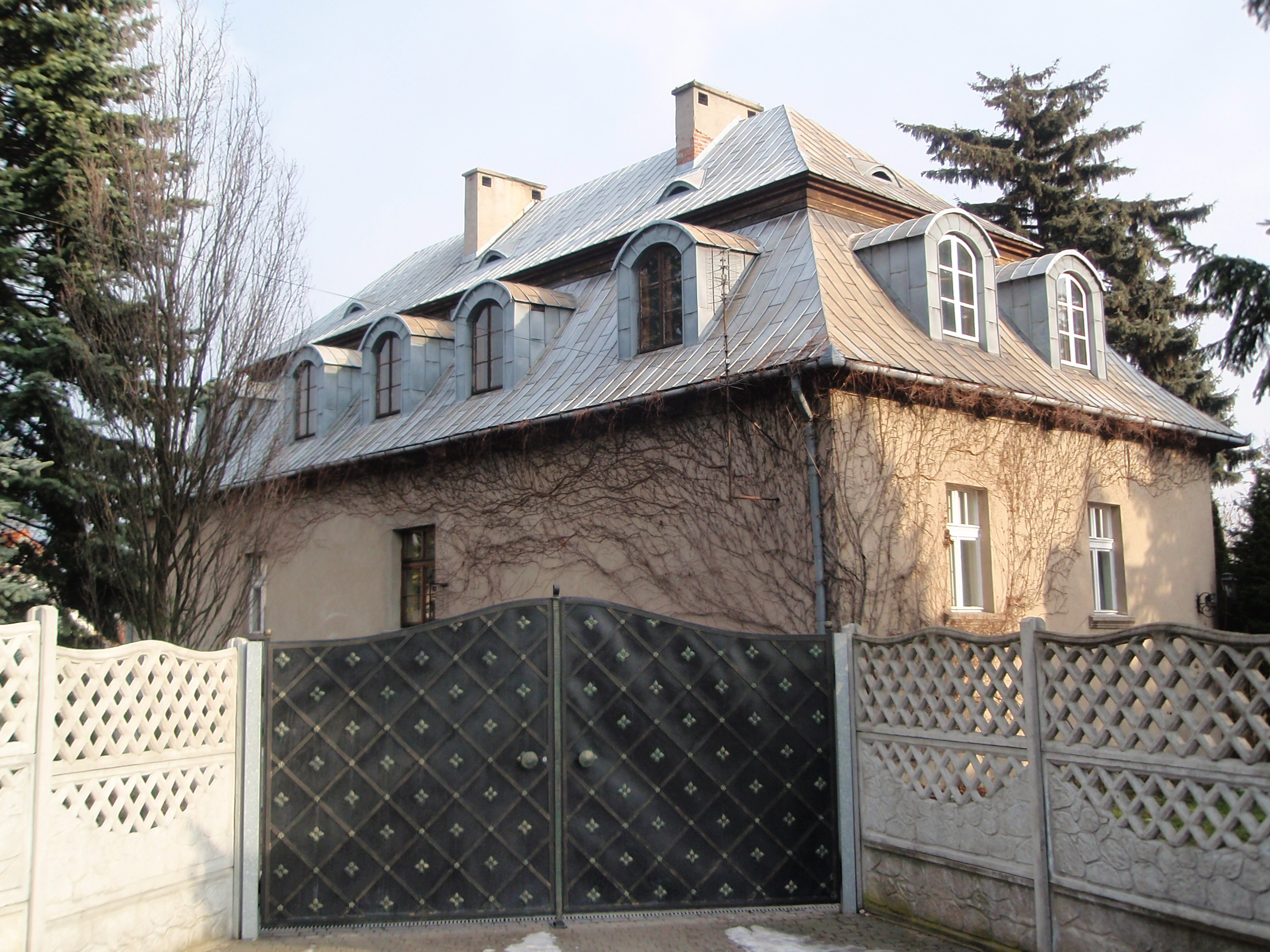
Budynek dawnego dworu biskupiego - tutaj w XVII–XVIII w. mieściła się siedziba zarządzającego kluczem sławkowskim biskupiego starosty.

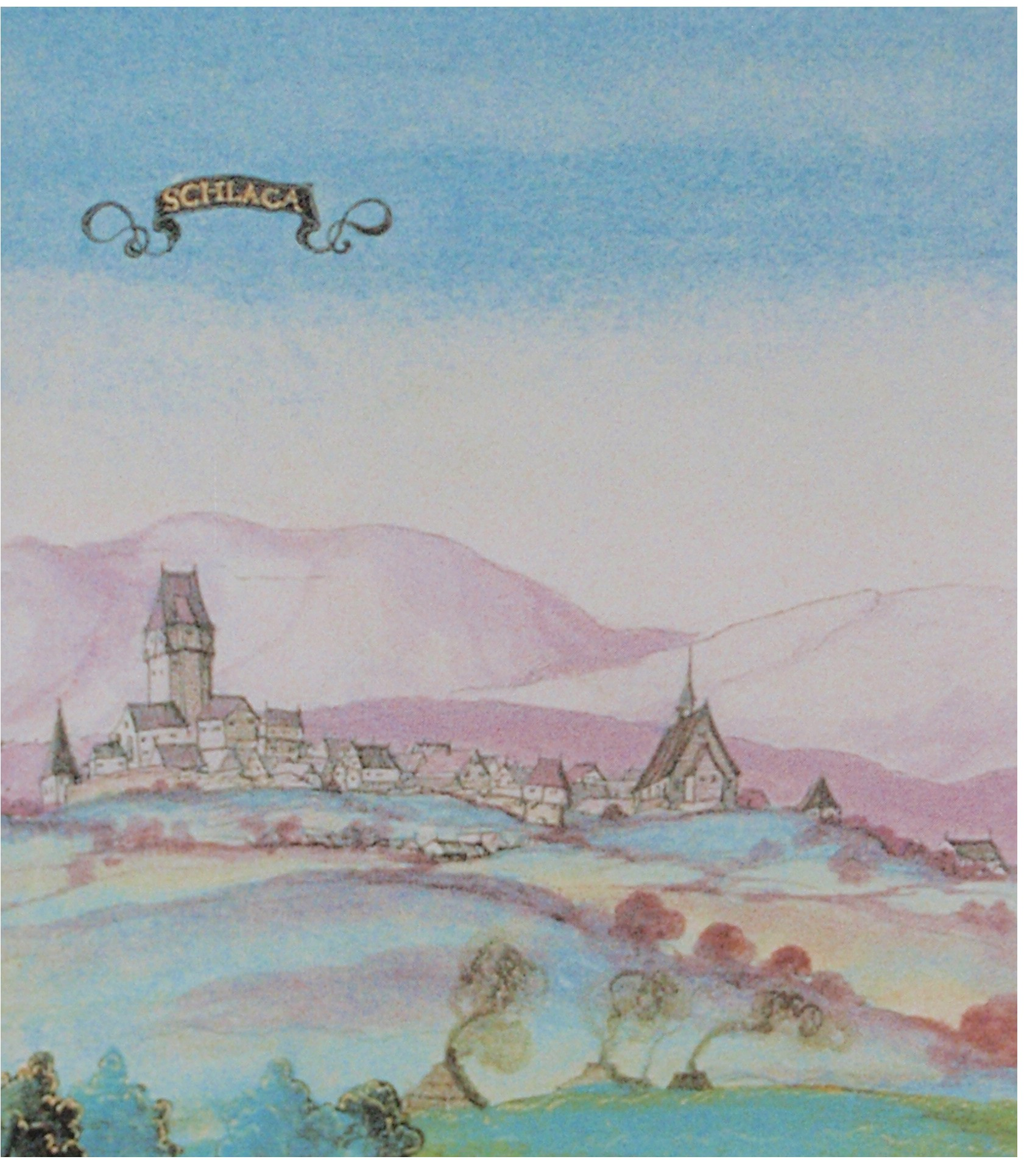
Panorama Sławkowa w XVI wieku – na pierwszym planie na dole rysunku widoczne dymiące piece hutnicze.

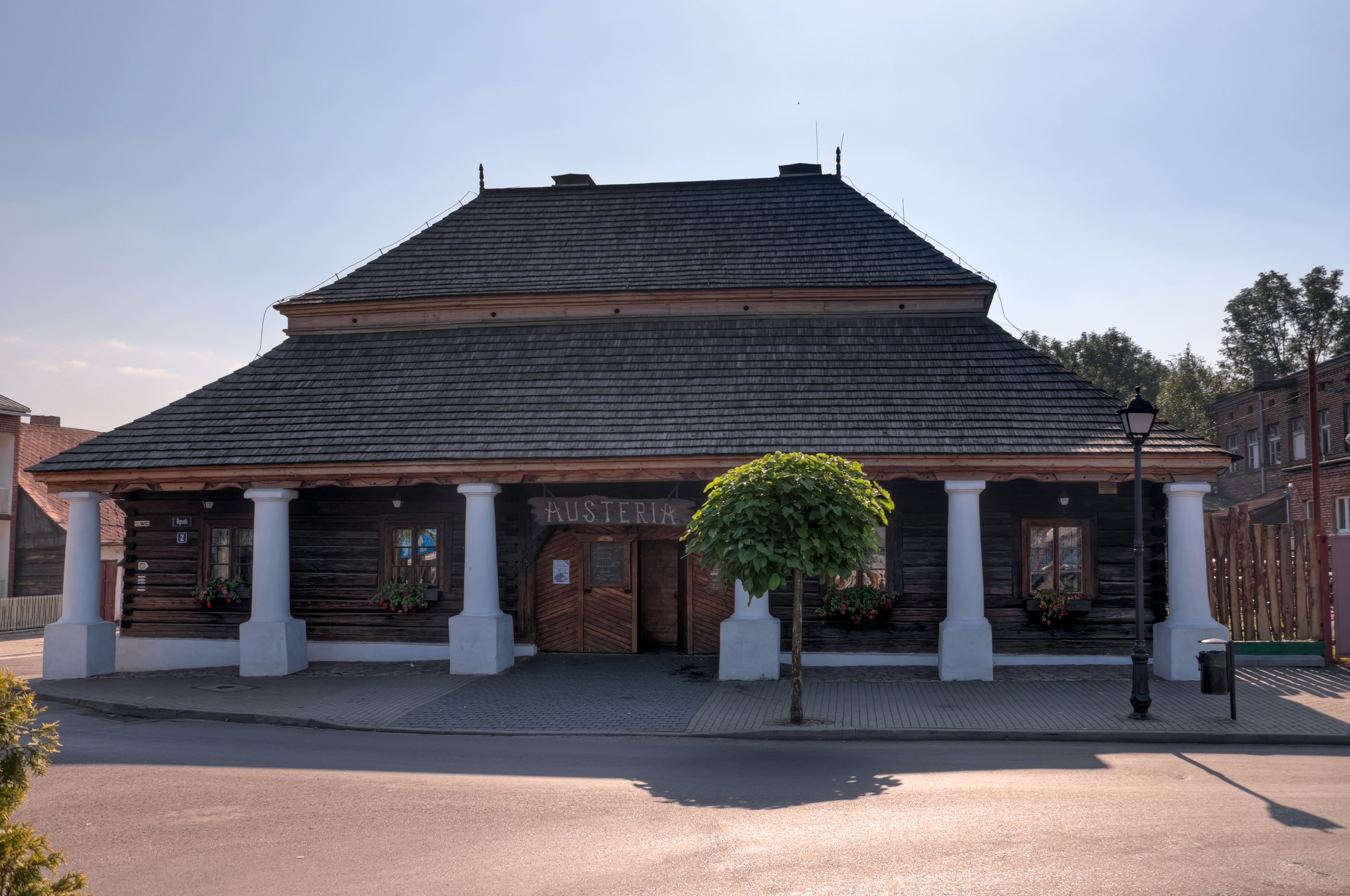
XVIII-wieczna karczma sławkowska

Sławkowski klucz dóbr biskupich (łac. clavis Slavcoviensis, niem. Herrschaft Sławków, po polsku zwany również biskupim „starostwem sławkowskim”) stanowił od XIII do XVIII wieku wydzielony administracyjnie w województwie krakowskim jako kasztelania majątkowa biskupów krakowskich obszar miasta Sławkowa oraz kilkunastu wsi usytuowanych częściowo na obszarze obecnych miast Sosnowiec, Dąbrowa Górnicza, Jaworzno i Mysłowice oraz powiatów olkuskiego, chrzanowskiego i bieruńsko-lędzińskiego. Należał do najstarszych (obok klucza kieleckiego) posiadłości biskupstwa krakowskiego. Klucz sławkowski powstał prawdopodobnie przez wydzielenie z kasztelanii bytomskiej w XII wieku. Był częścią włości biskupich ciągnących się wzdłuż granicy małopolsko-śląskiej od Lipowca do Koziegłów. Graniczył od południa z kluczem lipowieckim, a od zachodu ze starostwem będzińskim i księstwem siewierskim. Wbrew niektórym opiniom nie wchodził jednak nigdy w skład tego księstwa, znajdując się do końca epoki przedrozbiorowej w województwie krakowskim. Na mocy przywilejów potwierdzonych po raz pierwszy w 1286 biskupi sprawowali w kluczu półudzielną władzę świecką, łącznie z prawem stanowienia i pobierania podatków oraz władzą sądowniczą. Biskupstwo krakowskie posiadało też pełne prawa do eksploatycji minerałów, udzielało przywilejów na ich poszukiwanie, wydawało ordynacje górnicze, mianowało własne władze i pobierało olborę. Tworząca klucz biskupi jednostka administracyjna nosiła w różnych czasach różne nazwy i zmieniała z czasem swój zasięg terytorialny.
Pierwszy znany zarządca kasztelanii sławkowskiej – wojski Augustyn (Augustinus tribunus de Zlaucow) – wymieniony został w dokumencie z 1238 roku. Wiadomo, że w XIV wieku wchodziły w skład kasztelanii obok Sławkowa osady Jaworzno, Ciężkowice, Jeleń i Strzemieszyce Wielkie i Małe. W 1279 Bolesław Wstydliwy nadał biskupom krakowskim wieś Bolesław, która włączona została w skład klucza. W 1390 biskup Jan Radlica nabył i włączył w obszar klucza wieś Porąbka. W 1391, po otrzymaniu przez biskupa Radlicę w charakterze odszkodowania od księcia raciborskiego Janusza wsi Imielin, Kosztowy i Chełm, weszły one w skład klucza sławkowskiego, stanowiąc odtąd polską enklawę na Śląsku (w połowie XV wieku zaliczane do klucza sławkowskiego,  weszły następnie na stałe w skład klucza lipowieckiego). W XIV wieku mówi się o okręgu (districtus), a od pierwszej połowy XV wieku o biskupim „starostwie” sławkowskim. Starostwo sławkowskie utrzymało się do 1790, kiedy dobra całego klucza zostały zsekularyzowane i przeszły na własność skarbu państwa. Natomiast struktura organizacyjna samego klucza sławkowskiego istniała jeszcze przez kilka następnych lat, a jego dobra dzierżawione były przez skarb państwa osobom prywatnym do czasu ich rozcięcia granicą prusko-austriacką po trzecim rozbiorze Polski. W 1796 część wsi klucza sławkowskiego razem ze Sławkowem weszła w skład pruskiego Nowego Śląska, natomiast wsie położone na wschodnim brzegu Białej Przemszy w skład Austrii, co przypieczętowało rozpad klucza. Z pozostałości klucza utworzona została rządowa ekonomia Sławków (prawdopodobnie 1816), wcielona w Królestwie Polskim w skład dóbr górniczych i zlikwidowana w 1866.
W różnych okresach w skład klucza sławkowskiego wchodziły, w całości lub częściowo, następujące miejscowości: Błędów, Bolesław, Bukowno, Byczyna, Chełm, Ciężkowice, Dąbrowa, Długoszyn, Gołonóg, Góry Luszowskie, Imielin, Jaworzno, Jęzor, Jeleń, Kosztowy, Krzykawa, Kuźnica, Luszowice, Łosień, Okradzionów, Piekło, Porąbka (obejmująca obecne dzielnice Sosnowca: Porąbka, Maczki, Ostrowy Górnicze i Kazimierz), Sikorka, Strzemieszyce Małe, Strzemieszyce Wielkie, Trzebyczka, Tuczna Baba, Ząbkowice.
Klucz sławkowski zarządzany był przez starostę, który działał w imieniu biskupów krakowskich. Stanowił on najwyższą władzę w kluczu i instancję apelacyjną od wyroków sądu miejskiego.
W administracji starostę wspomagali liczni oficjaliści: podstarości, ekonomowie, pisarze prowentowi, administratorzy, rewizorzy karczm i leśni. Pod koniec XVIII wieku w kluczu działało 7 folwarków. Gospodarka rolna i hodowlana nie była jednak zbyt wydolna z uwagi na słabą jakość gleb.
W XVI wieku klucz sławkowski przeżył okres rozwoju górnictwa ołowiu. W latach 1550–1575 wydobyto na terenie klucza 7000 niecek rudy ołowianej. W okresie późniejszym rozwijało się również górnictwo galmanu, którego w latach 1635–1651 spławiono z klucza sławkowskiego do Gdańska 1814 beczek (1 beczka = 271,36 dm³).
Około 80% gwarków stanowili mieszkańcy Sławkowa i innych miejscowości klucza. Sprawami górniczymi administrował żupnik, a kwestie sporne rozstrzygał sąd żupniczy, w którego skład wchodziło oprócz żupnika również 5 ławników. Instancją nadzorczą nad urzędem żupniczym był starosta sławkowski, który uprawniony był również do wydawania frysztów, czyli licencji uprawniających do prowadzenia robót górniczych. Starosta rozpatrywał również apelacje od wyroków sądu żupniczego.

Ważnym elementem gospodarki klucza były przynoszące duże dochody przywileje propinacyjne mieszczan sławkowskich. Na podstawie szeregu przywilejów biskupich mieszkańcy wsi klucza i osiedli tam karczmarze tylko w Sławkowie mogli zaopatrywać się w piwo i wódkę. Jeden z XVIII-wiecznych dokumentów ostrzega: 

gdyby kto doniesiony został, że trunki zbyteczne w cudzych domach klucza sławkowskiego pija, takowemu prowent dwa garce wody wstawić rozkaże, za które tak jak za wódkę zapłacić zobowiązany

 Karczmarze klucza do końca epoki przedrozbiorowej mieli obowiązek zaopatrywać się w towar wyłącznie w Sławkowie, co obwarowane było groźbą kary cielesnej, przepadku gorzałki i utraty przywileju na karczmę.